# Catasigerpes subcornuta
Catasigerpes subcornuta är en bönsyrseart som beskrevs av John Obadiah Westwood 1889. Catasigerpes subcornuta ingår i släktet Catasigerpes och familjen Hymenopodidae. Inga underarter finns listade i Catalogue of Life.